# Roskajmy
Roskajmy (deutsch Roskeim) ist ein Ort in der polnischen Woiwodschaft Ermland-Masuren. Er gehört zur Gmina Sępopol (Stadt- und Landgemeinde Schippenbeil) im Powiat Bartoszycki (Kreis Bartenstein).

## Geographische Lage
Roskajmy liegt in der nördlichen Mitte der Woiwodschaft Ermland-Masuren, acht Kilometer nordöstlich der Kreisstadt Bartoszyce (deutsch Bartenstein).

## Geschichte
Das einstige Rossigein wurde im Jahre 1414 erstmals erwähnt und hieß vor  1422 Roskaymb und nach 1422 Rooskeim. Das kleine Dorf kam 1874 zum Amtsbezirk Liesken (polnisch Liski) im ostpreußischen Kreis Friedland (er wurde 1927 in „Kreis Bartenstein“ umbenannt).
Im Jahre 1910 waren in Roskeim 147 Einwohner registriert. Ihre Zahl belief sich im Jahre 1933 auf 156 und im Jahre 1939 auf 233.
Als 1945 in Kriegsfolge das gesamte südliche Ostpreußen zu Polen kam, erhielt Roskeim die polnische Namensform „Roskajmy“. Heute ist der Ort ein Teil der Stadt- und Landgemeinde Sępopol (Schippenbeil) im Powiat Bartoszycki (Kreis Bartenstein), zwischen 1975 und 1998 der Woiwodschaft Olsztyn, seither der Woiwodschaft Ermland-Masuren zugehörig. Im Jahre 2021 waren in Roskajmy 16 Einwohner gemeldet.

## Kirche
Bis 19345 war Roskeim in die evangelische Stadtkirche Schippenbeil in der Kirchenprovinz Ostpreußen der Kirche der Altpreußischen Union, außerdem in die römisch-katholische Kirche Bartenstein im damaligen Bistum Ermland eingepfarrt.
Heute gehört Roskajmy zur römisch-katholischen Pfarrei Sępopol im jetzigen Erzbistum Ermland, außerdem zur evangelischen Kirche in Bartoszyce, einer Filialkirche von Kętrzyn (Rastenburg) in der Diözese Masuren der Evangelisch-Augsburgischen Kirche in Polen.

## Verkehr
Roskajmy liegt an einer Nebenstraße, die die Orte Wodukajmy (Woduhnkeim) und Domarady (Dompendehl) mit Liski (Liesken) verbindet. Eine Bahnanbindung besteht nicht.